# Radkowice (gmina)
Radkowice – dawna gmina wiejska istniejąca w XIX wieku w guberni kieleckiej. Siedzibą władz gminy były Radkowice.
Za Królestwa Polskiego gmina Radkowice należała do powiatu kieleckiego w guberni kieleckiej (utworzonej w 1867).
Gminę zniesiono w połowie 1870 roku a jej obszar włączono do gminy Korzecko.